# Enzo Di Paola
Enzo Di Paola, talvolta menzionato con il nome anagrafico Vincenzo Di Paola (San Ferdinando di Puglia, 4 novembre 1910 – Borghetto Santo Spirito, 26 luglio 1988), è stato un pianista, compositore e paroliere italiano, conosciuto come autore di molti brani evergreen di musica leggera.

## Biografia
Dopo aver concluso gli studi si trasferisce a Milano, iniziando dapprima a lavorare meccanico in una officina; a causa di un incidente perde quasi del tutto l'uso di una mano.
Continua ugualmente a suonare nel tempo libro, finché non entra in contatto con Walter Guertler, che lo mette sotto contratto come compositore: inizia così a scrivere, spesso in coppia con Sandro Taccani, alcune canzoni per le etichette di Guertler.
Nel 1955 scrive una canzone che diventa, in breve, un classico della musica napoletana: Chella llà, scritta insieme a Sandro Taccani, con il testo di Umberto Bertini, viene lanciata da Marino Marini in tutto il mondo, e viene ripresa da moltissimi altri cantanti (tra cui ricordiamo Aurelio Fierro, Roberto Murolo, Teddy Reno, che la inserì nella colonna sonora del film Totò, Peppino e la... malafemmina, Renato Carosone, Claudio Villa e Renzo Arbore); la cosa particolare è che nessuno degli autori è napoletano, e nemmeno il cantante che lancia Chella llà, poiché Bertini è romano, Di Paola pugliese, Taccani milanese e Marini toscano.
Il suo secondo grande hit, Come prima, viene pubblicato a dicembre del 1957, inciso da Tony Dallara con il complesso I Campioni: la canzone era stata proposta alla commissione d'ascolto del Festival di Sanremo nel 1955, ma non aveva passato la selezione, mentre nei primi mesi del 1958 l'incisione di Dallara raggiunge il primo posto della hit-parade, rimanendovi per molte settimane e vendendo 300 000 copie, stabilendo un record di vendita per l'epoca e diventando un "evergreen" della musica italiana.
Molte sono le versioni incise del brano: ricordiamo tra le tante quelle di Domenico Modugno, di Marino Marini, di Dalida, di Mario Lanza; viene inoltre tradotta in inglese da Buck Ram ed incisa dai Platters con i titolo For the first time.
Nel 1958 collabora con Fred Buscaglione, con cui scrive la musica di Cocco bello, su testo di Filibello
Partecipa al Festival di Sanremo 1960 con Perdoniamoci, presentata da Achille Togliani e Nilla Pizzi, che viene eliminata; tuttavia la canzone viene ripresa con successo da Mina, che la include nello stesso anno in un EP.
Ritorna al festival nel 1962 con Conta le stelle, interpretata da Silvia Guidi e Jenny Luna.
Muore a 78 anni, mentre si trova in vacanza in Liguria, e viene seppellito a Milano.

## Le principali canzoni scritte da Enzo Di Paola
| Anno | Titolo          | Autori del testo | Autori della musica              | Interpreti                     |
| ---- | --------------- | ---------------- | -------------------------------- | ------------------------------ |
| 1955 | Chella llà      | Umberto Bertini  | Enzo Di Paola e Sandro Taccani   | Marino Marini                  |
| 1957 | Come prima      | Mario Panzeri    | Enzo Di Paola e Sandro Taccani   | Tony Dallara e I Campioni      |
| 1958 | Il duro         | Umberto Bertini  | Enzo Di Paola e Sandro Taccani   | Ruggero Oppi                   |
| 1958 | Cocco bello     | Filibello        | Enzo Di Paola e Fred Buscaglione | Fred Buscaglione               |
| 1958 | Un'ora con te   | Aldo Locatelli   | Enzo Di Paola                    | Adriano Celentano              |
| 1959 | La verità       | Umberto Bertini  | Enzo Di Paola e Sandro Taccani   | Mina                           |
| 1960 | Perdoniamoci    | Umberto Bertini  | Enzo Di Paola                    | Achille Togliani e Nilla Pizzi |
| 1962 | Conta le stelle | Umberto Bertini  | Enzo Di Paola                    | Silvia Guidi e Jenny Luna      |